# Tapawa
Ne doit pas être confondu avec Tapawa-Wawa.
Tapawa est un village du Cameroun situé dans le département de la Bénoué et la Région du Nord. Il fait partie du lamidat et de la commune de Dembo.

## Population
Lors du recensement de 2005, 269 habitants y ont été dénombrés.